# Nedeterminare statică
În statică și mecanica structurilor o structură este static nedeterminată când ecuațiile echilibrului mecanic — echilibrul forțelor și momentelor — sunt insuficiente pentru determinarea reacțiunilor și a tensiunilor interne din acea structură.

## Aspecte matematice
Pe baza legilor lui Newton, ecuațiile de echilibru disponibile pentru o schemă bidimensională sunt:
{\displaystyle \sum \mathbf {F} =0}     suma vectorială a forțelor ce acționează asupra corpului este nulă. Ținând cont de direcțiile forțelor, relația se transformă în:
{\displaystyle \sum \mathbf {H} =0}     suma componentelor orizontale ale forțelor este nulă;
{\displaystyle \sum \mathbf {V} =0}     suma componentelor verticale ale forțelor este nulă;
{\displaystyle \sum \mathbf {M} =0}     suma momentelor tuturor forțelor față de un punct arbitrar este nulă.

O schemă a forțelor care acționează asupra unei bare static nedeterminate

În bara din figura alăturată cele patru reacțiuni necunoscute sunt VA, VB, VC și and HA. La rândul ei, forța F se descompune în componenta verticală Fv și cea orizontală Fh. Ecuațiile echilibrelor sunt:
{\displaystyle \sum \mathbf {V} =0\,\implies \,\mathbf {V} _{A}-\mathbf {F} _{v}+\mathbf {V} _{B}+\mathbf {V} _{C}=0}
{\displaystyle \sum \mathbf {H} =0\,\implies \,\mathbf {H} _{A}=0}
Suma momentelor se poate scrie față de un punct ales arbitrar. Alegând în acest scop punctul A, relația este:
{\displaystyle \sum \mathbf {M} _{A}=0\,\implies \,\mathbf {F} _{v}\cdot a-\mathbf {V} _{B}\cdot (a+b)-\mathbf {V} _{C}\cdot (a+b+c)=0}
Deoarece aici sunt patru forțe necunoscute, VA, VB, VC și HA, dar numai trei ecuații, sistemul de ecuații format este nedeterminat, nu are o soluție unică. Structura este considerată static nedeterminată.
Pentru determinarea diferitelor reacțiuni din structuri static nedeterminate se iau în considerare proprietățile materialelor și compatibilitatea deformațiilor.

## Determinare statică
Dacă reazemul din B este eliminat, reacțiunea VB nu poate să apară, iar sistemul devine static determinat. Sistemul devine complet definit. Soluția în acest caz este:
{\displaystyle \mathbf {H} _{A}=\mathbf {F} _{h}}
{\displaystyle \mathbf {V} _{C}={\frac {\mathbf {F} _{v}\cdot a}{a+b+c}}}
{\displaystyle \mathbf {V} _{A}=\mathbf {F} _{v}-\mathbf {V} _{C}}
Dacă, în plus, reazemul articulat fix din A este schimbat cu unul articulat mobil (pe role), numărul de reacțiuni se reduce la trei (fără HA), dar bara poate fi acum mutată orizontal; sistemul devine instabil — mai degrabă un mecanism decât o structură. Pentru acest sistem în echilibru cele două necunoscute VA și VC pot fi determinate prin rezolvarea simultană a ecuației date de forțele verticale și a ecuației de momente. Soluția dă aceleași rezultate ca cele obținute anterior. Totuși, ecuația dată de forțele orizontale este satisfăcută doar dacă Fh = 0.
Descriptiv, o structură static determinată poate fi definită ca o structură în care, dacă este posibil să se găsească acțiuni interne în echilibru cu sarcinile externe, acele acțiuni interne sunt unice. Structura nu are stări posibile în care tensiunile interne să echilibreze sarcini externe. Însă nedeterminarea statică permite existența unei soluții netriviale (diferite de zero) a sistemului omogen de ecuații de echilibru. Aceasta indică posibilitatea existenței de tensiuni interne (tensiuni fără a exista sarcini externe) care pot fi produse de acțiuni mecanice sau termice.
Matematic, condiția este ca rangul matricei de rigiditate⁠(d) să fie egal cu numărul necunoscutelor.
O structură static nedeterminată poate fi analizată numai prin introducerea de informații suplimentare, cum ar fi proprietățile materialului și deformațiile. Din punct de vedere numeric, acest lucru poate fi realizat prin utilizarea analizelor structurale matriciale, metoda elementelor finite (FEM) sau metoda  lui Hardy Cross⁠(d).

## Structuri static supradeterminate
Practic, o structură este static supradeterminată atunci când conține mai multe condiții mecanice, cum ar fi pereți, stâlpi sau șuruburi, decât este absolut necesar pentru stabilitate.